# Dick Stanfel
Richard Anthony „Dick“ Stanfel (* 20. Juli 1927 in San Francisco, Kalifornien; † 22. Juni 2015 in Libertyville, Illinois) war ein US-amerikanischer American-Football-Spieler und -Trainer in der National Football League (NFL). Er spielte als Guard bei den Detroit Lions und den Washington Redskins.

## Spielerlaufbahn

### College

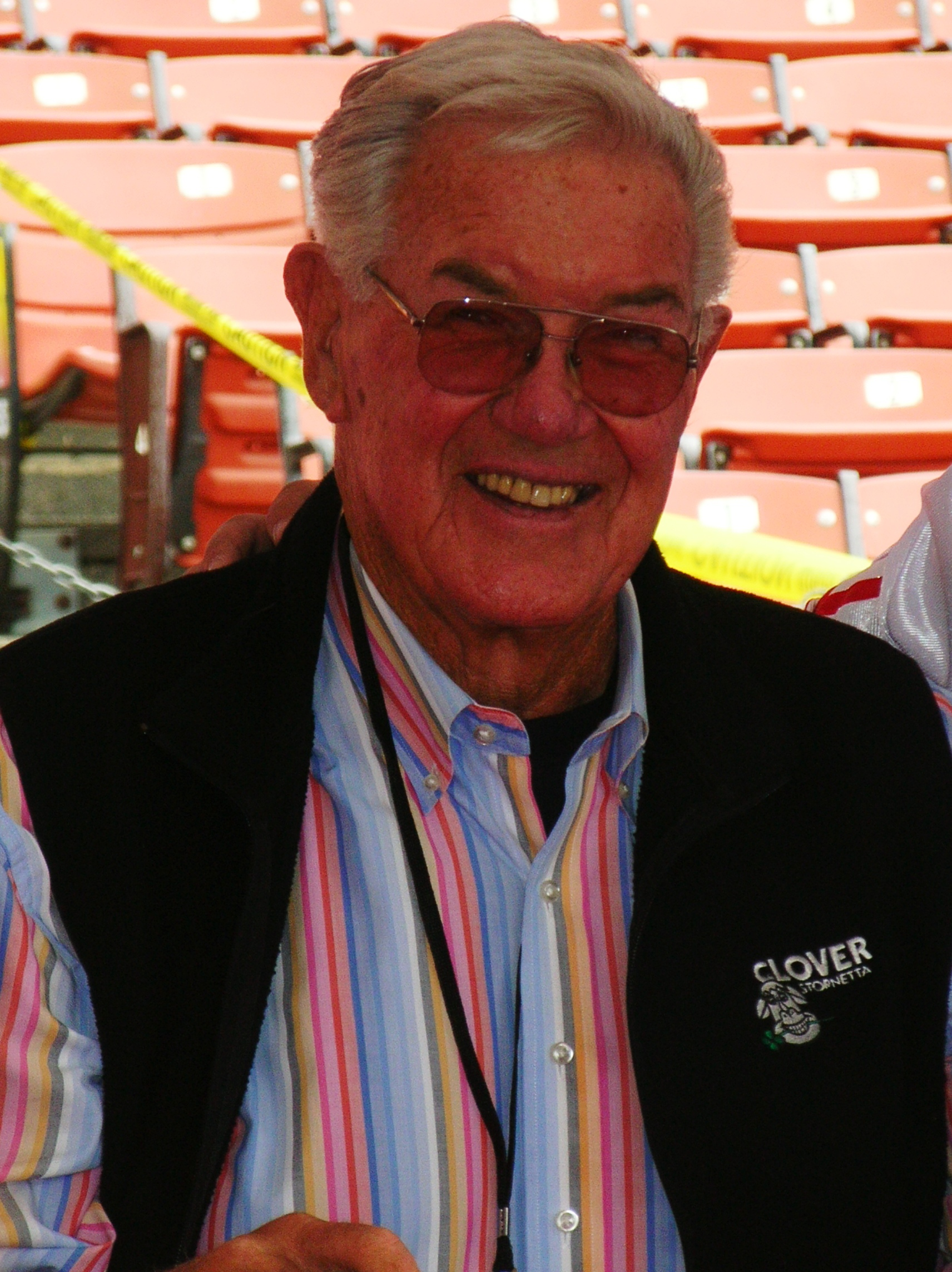
Bob St. Clair

Richard „Dick“ Stanfel spielte bereits auf der High School American Football. Er kam dort als Blocking Back zum Einsatz. Nach seiner Schulzeit leistete er seinen Wehrdienst ab und kämpfte während des Zweiten Weltkriegs auf dem pazifischen Kriegsschauplatz. Ab dem Jahr 1948 studierte er an der University of San Francisco, für die er im College Football als Guard auflief. Sein College brachte zur damaligen Zeit zahlreiche Spitzenspieler hervor. Die späteren All-Pros Bob St. Clair, Ollie Matson und Gino Marchetti waren Mannschaftskameraden von Stanfel. 1951 blieb das Team von Stanfel ungeschlagen und im selben Jahr wurde er zum College All-Star Game berufen, konnte aber aufgrund einer Knieverletzung nicht antreten.

### Profi
Dick Stanfel wurde 1951 von den Detroit Lions in der zweiten Runde als 19. Spieler gedraftet. Für die Mannschaft aus Detroit, in deren Reihen zahlreiche All-Pros wie Yale Lary, Lou Creekmur oder Pat Harder standen, lief Stanfel, nachdem er sich von seiner Verletzung erholt hatte, ab 1952 als Guard in der Offense auf. Er hatte insbesondere die Aufgabe den eigenen Quarterback Bobby Layne vor den Angriffen der gegnerischen Defense zu schützen.
Bereits in seinem Rookiejahr gelang Stanfel der Einzug in die Play-offs und in das Endspiel der NFL in dem die Cleveland Browns mit 17:7 besiegt wurden. Im folgenden Jahr konnten die Lions ihren Titel verteidigen und gewannen im Endspiel erneut gegen die Browns mit 17:16. Im Jahr 1954 scheiterte Stanfel mit seiner Mannschaft im Endspiel an den Browns mit 10:56.
Durch Verletzungen bedingt erhielt Stanfel in den Jahren 1954 und 1955 nur wenig Einsatzzeit. Nachdem sein alter Collegetrainer Joe Kuharich bei den Washington Redskins das Traineramt übernommen hatte, wechselte Stanfel zu dem Team aus Washington, D.C. Ein Meisterschaftsgewinn mit seinem neuen Team gelang ihm nicht. Nach der Saison 1958 wurde Kuharich bei den Redskins entlassen. Er wurde neuer Trainer an der University of Notre Dame. Stanfel, dessen Profigehalt nicht ausreichte um eine Familie zu ernähren, entschloss sich seine Karriere zu beenden und Kuharich als Assistenztrainer nach South Bend zu folgen.

## Trainerlaufbahn
Stanfel war ab 1959 an der University of Notre Dame als Assistenztrainer tätig. 1963 wurde er für ein Jahr Assistenztrainer an der University of California. 1964 holte ihn Kuharich, der mittlerweile Trainer bei den Philadelphia Eagles geworden war als Assistent zur Mannschaft aus Philadelphia. Im Jahr 1971 wechselte er in gleicher Funktion zu den San Francisco 49ers und war ab 1976 Assistent von Hank Stram bei den New Orleans Saints. Im Jahr 1980 übernahm er bei den Saints inmitten der Saison das Amt des Head Coaches, bevor er sich ab 1981 den Chicago Bears anschloss. Als Assistent von Mike Ditka gewann er mit den Bears in der Saison 1985 den Super Bowl XX. Nach der Saison 1992 setzte sich Dick Stanfel zur Ruhe.

## Nach der Laufbahn
Dick Stanfel starb nach langer Krankheit in Libertyville und ist dort auf dem Ascension Catholic Cemetery beerdigt.

## Ehrungen
Dick Stanfel spielte fünfmal im Pro Bowl, wurde fünfmal zum All-Pro gewählt und ist Mitglied im NFL 1950s All-Decade Team, in der Chicagoland Sports Hall of Fame und in der University of San Francisco Athletics Hall of Fame. 2016 wurde er posthum in die Pro Football Hall of Fame aufgenommen.